# Solarzeitalter
Solarzeitalter ist eine vierteljährlich erscheinende Zeitschrift für Politik, Kultur und Ökonomie Erneuerbarer Energien. Die seit 1989 erscheinende deutschsprachige Zeitschrift ist das offizielle Fachorgan von Eurosolar, der Europäischen Vereinigung für Erneuerbare Energien.
Im Zentrum der Informationen des Solarzeitalters stehen vorrangig politische und wirtschaftliche Programme und Konzepte für erneuerbare Energien sowie deren stetige Weiterentwicklung, weniger technische Projekte und Details.